# BBC Radio 1
BBC Radio 1 (Би-Би-Си Рэдио Уан) — британская общественная развлекательная радиостанция. Входит в медиа-группу BBC. Специализируется на современной популярной танцевальной музыке.

## История
В августе 1966 года BBC сообщила о планах открыть круглосуточную станцию, полностью посвящённую популярной музыке и способную удовлетворить вкусы любителей пиратских передач. Согласно этим планам, Radio 247 (таково было первоначальное название) должно было транслировать музыкальные программы и новости.
Радиостанция начала вещание в 7:00 утра 30 сентября 1967 года, после запрета парламентом пиратских радиостанций, располагавшихся на морских судах (см. Закон о правонарушениях в области морского вещания).
Из-за ограниченного количества коммерческой музыки, которая поступала на радиоволны Великобритании до конца 1980-х годов (Needle time) станция зафиксировала множество живых выступлений. В студии часто звучала живая музыка, что заметно способствовало развитию музыкальных стилей в регионе. Многие музыканты получали славу и массовые продажи пластинок благодаря подобным вещаниям, в частности в ночных эфирах Джона Пила.
На протяжении 35 лет BBC Radio 1 оставалась любимым радио страны, собирая аудиторию до 25 миллионов британцев (при том, что вплоть до 1988 года она не имела выхода в FM-диапазон). Такие передачи, как Top Gear, Saturday Club или NightRide, пользовались невероятным успехом.
После принятия в 1990 году закона о вещании, не использовавшиеся BBC Radio 1 и BBC Radio 3 средние волны перешли к независимым национальным радиостанциям Absolute Radio и Talksport.
В 2001 году BBC Radio 1, транслирующее теперь преимущественно танцевальную музыку и запретившее выход в эфир записи старше пяти лет, утратило статус самой популярной станции — он перешёл к Radio 2, ориентированной на поколение радио — аудиторию от 45 лет.
На формат круглосуточного вещания радиостанция перешла 1 мая 1991 года

## Контент
Радиостанция специализируется на поп-музыке и хит-парадах музыкальных композиций. После 19:00 радио отдаёт предпочтение альтернативным танцевальным жанрам, включая электронику, хип-хоп, инди, рок с целью привлечения более молодой аудитории слушателей (15-29 лет).
BBC Radio 1 на протяжении многих лет обеспечивает слушателей новостями, для этого существует специальная рубрика Newsbeat. Совместно с BBC Radio 1Xtra, короткие сводки новостей предоставляются примерно по пол часа в течение всего дня в двух 15-минутных выпусках в 12:45 и 17:45 по будням. Главный ведущий Крис Смит, с Тиной Дахли вещают новости во время утреннего эфира Radio 1’s breakfast hours.
В последние годы радиостанция была направлена на то, чтобы включить больше своего контента в интернете соответствуя потребностям современной аудитории. Сейчас его канале YouTube более 3 миллионов подписчиков.
Станция также имеет активное присутствие в соц. сетях, взаимодействие с аудиторией происходит в основном через Facebook и Twitter.
Начиная с 2013 года BBC Radio 1 представили собственный видеоканал iPlayer, в котором происходит трансляция коммерческих видео, записей и прямых эфиров со студий радиостанции и прочих мест. В ноябре 2014 года телеканал был официально запущен.

## Интересный факт
- У Джими Хендрикса есть песня, посвящённая радиостанции (под тем же названием — Radio One). Записана в ходе гастролей в Англии в 1967 году[6], перевыпущена в альбоме «Radio One[англ.]» в 1988 году.